# 強
強（きょう）は、漢姓の一つ。

## 中国の姓
2020年の中華人民共和国の統計では人数順の上位100姓に入っておらず、台湾の2018年の統計では363番目に多い姓で、373人がいる。

### 著名な人物
- 強端 - 後漢末に益州北部の陰平郡にいた氐の酋長のひとり。
- 明徳強皇后 - 五胡十六国時代の前秦の初代皇帝苻健の皇后。

## 朝鮮の姓
強（きょう、カン、朝: 강）は、朝鮮人の姓の一つである。2015年の国勢調査による韓国内での人口は770人。

### 著名な人物
- 強純男 - 北朝鮮の政治家。

### 氏族
| 氏族（地域） | 創始者 | 人数（2015年） |
| ------------ | ------ | -------------- |
| 槐山強氏     |        | 57             |
| 商山強氏     |        | 21             |
| 忠州強氏     |        | 668            |